# Vlaamse Onderwijsraad
De Vlaamse Onderwijsraad of VLOR is de strategische adviesraad over onderwijs en vorming voor de Vlaamse overheid. Als strategische adviesraad werkt hij onafhankelijk. Vertegenwoordigers uit het hele onderwijslandschap en van de sociaal-economische en sociaal-culturele organisaties overleggen in de VLOR over het onderwijs- en vormingsbeleid. Op basis daarvan geeft de VLOR adviezen aan de Vlaamse minister bevoegd voor Onderwijs en Vorming en aan het Vlaams Parlement. Dat kan gebeuren op vraag van de minister of het parlement of op eigen initiatief.
Naast adviesverlening doet de VLOR ook aan studie en analyse van het onderwijsveld en onderwijsbeleid, onder meer via publicaties en studiedagen. 
De VLOR werd aanvankelijk opgericht als Vlaamse openbare instelling bij decreet van 31 juli 1990. Bij decreet van 2 april 2004 (in werking getreden op 1 april 2006) werd hij omgevormd tot strategische adviesraad.
De VLOR beschikt over een eigen bibliotheek en kenniscentrum, en wordt daarom ook door externen geraadpleegd in verband met onderwijsmateries.

## Samenstelling
De VLOR is representatief samengesteld uit alle geledingen die bij onderwijs en vorming betrokken zijn:
- onderwijsorganisaties (inrichtende machten,...)
- directeurs
- instellingen, onderzoekscentra, onderwijsdeskundigen uit de academische wereld, ...
- gebruikers (scholieren- en studentenverenigingen, ouderverenigingen, cursisten, ...)
- Centra voor Leerlingenbegeleiding
- sociaal-economische organisaties (vakbonden, ....)
- sociaal-culturele organisaties

De VLOR bestaat naast een algemene raad uit vier deelraden:
- een raad basisonderwijs
- een raad secundair onderwijs
- een raad hoger onderwijs
- een raad levenslang en levensbreed leren

## Voorzitters
- Harry Martens
- Ann Verreth (sinds 2018)